# Saurauia comitis-rossei
Saurauia comitis-rossei är en tvåhjärtbladig växtart som beskrevs av Richard Evans Schultes. Saurauia comitis-rossei ingår i släktet Saurauia och familjen Actinidiaceae. Inga underarter finns listade i Catalogue of Life.